# Chlorissa decipiens
Chlorissa decipiens är en fjärilsart som beskrevs av W. Warren 1912. Chlorissa decipiens ingår i släktet Chlorissa och familjen mätare. Inga underarter finns listade i Catalogue of Life.